# منتخب تشيلي لكرة قدم الصالات
منتخب تشيلي لكرة قدم الصالات (بالإسبانية: Selección de fútbol sala de Chile)‏ هو ممثل تشيلي الرسمي في المنافسات الدولية في كرة الصالات .